# Busta

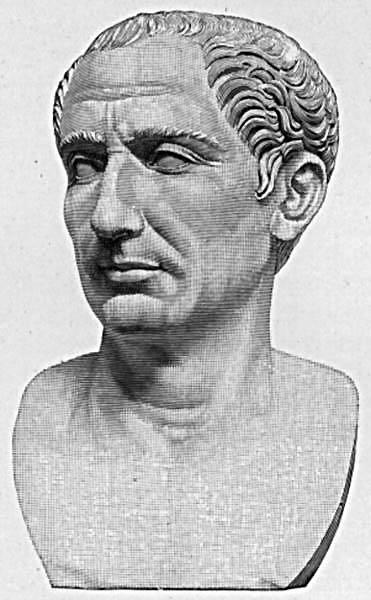
Busta Gaia Julia Caesara

Busta (bysta) je sochařské ztvárnění hrudníku, ramen a hlavy, obvykle umístěné na podstavci. Busta dává vyniknout individualitě ztvárněného jedince. Bývá vytvořena zpravidla z mramoru, bronzu, nebo z jiného trvanlivého materiálu, případně ze dřeva.
Slovo, převzaté z francouzského buste a italského busto, snad pochází z antického latinského výrazu bustum, označujícího původně „žároviště“ (místo, kde byli spalováni mrtví), později „hrob“ na takovém místě a přeneseně jeho plastickou výzdobu.

## Externí odkazy

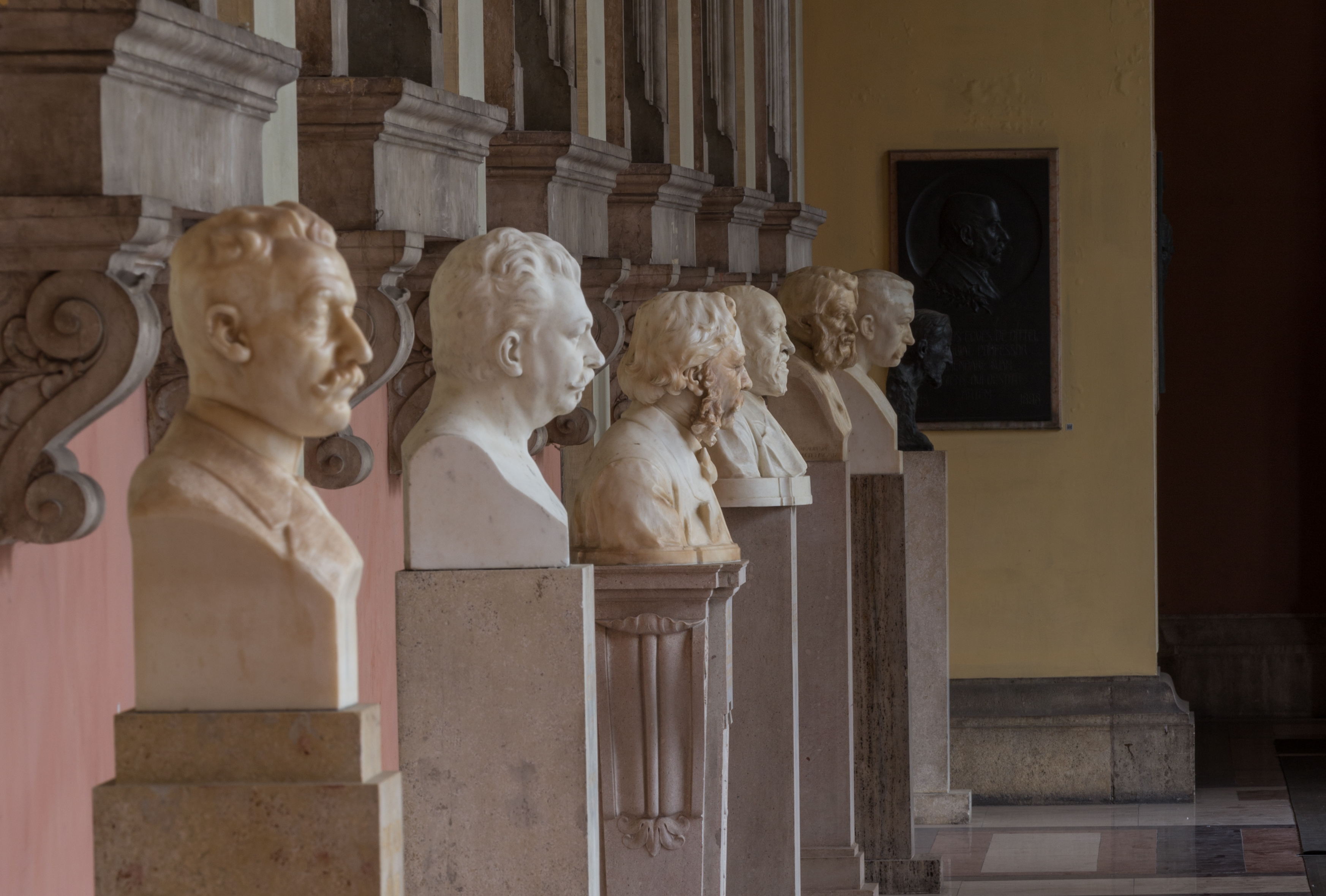
Řada s bustami vědců, ve dvoře na univerzitě ve Vídni